# 捷尔诺沃耶农村居民点
捷尔诺沃耶农村居民点（俄语：Терновское сельское поселение）是俄罗斯联邦沃罗涅日州奥斯特罗戈日斯克区所属的一个农村居民点。其下辖有3个居民点，行政中心为捷尔诺沃耶。据2016年统计，该农村居民点的人口为772人。